# Dacnis flaviventer
A Dacnis flaviventer a madarak osztályának verébalakúak (Passeriformes) rendjébe és a tangarafélék (Thraupidae) családjába tartozó faj.

## Rendszerezése
A fajt Alcide d’Orbigny és Frédéric de Lafresnaye írták le 1837-ban.

## Előfordulása
Bolívia, Brazília, Kolumbia, Ecuador, Peru és Venezuela területén honos. Természetes élőhelyei a szubtrópusi és trópusi síkvidéki esőerdők és mocsári erdők. Állandó, nem vonuló faj.

## Megjelenése
Testhossza 11 centiméter, testtömege 12–14 gramm.

## Életmódja
Gyümölcsökkel és ízeltlábúakkal táplálkozik.

## Természetvédelmi helyzete
Az elterjedési területe rendkívül nagy, egyedszáma viszont csökken, de még nem éri el a kritikus szintet. A Természetvédelmi Világszövetség Vörös listáján nem fenyegetett fajként szerepel.